# Ренне (Данія)
Ренне (дан. Rønne) — місто, найбільший населений пункт острова Борнгольм у Балтійському морі, що належить Данії. У 1970—2002 роках Ренне входило до складу однойменної комуни площею 29,11 км² у складі амту Борнгольм. Нині має статус адміністративного центру амту. Третина території колишньої комуни займає парафія Ренне (станом на 2014 рік, у межах парафії мешкало 11—12 тисяч осіб), що тягнеться на невелику відстань на північ і південь міста. Решта 2⁄3 території припадає на парафію Кнускер .
Маючи природним порт і займаючи стратегічне становище на Балтійському морі, Ренне досягло розквіту в період входження до складу Німеччини та Швеції, що зумовлювалося виловом величезної кількості оселедця. Нині брукованими вулицями, дерев'яно-цегляними будівлями та музеями приваблює, крім данців, туристів із Німеччини, Швеції та Польщі.

## Історія
Приблизно 1000 року у районі природного порту майбутнього Ренне виникло невелике рибальське поселення. 1275 року зведено невелику капелу Святого Миколая, на місці якої нині розташована однойменна кірха, зведена 1918 року. Незабаром поселення набуло статусу торгового міста, що перебувало під управлінням бургомайстра, зі власним судом. На початку XIV століття король Данії, архієпископ Лунда та ряд північнонімецьких князів боролися за Ренне. Прагнення німців оволодіти ним пояснювалося стратегічним положенням Борнгольму між балтійським узбережжям Німеччини з одного боку та островом Готланд біля південного узбережжя Швеції, яка також прагнула оволодіти містом, з іншого боку. 1360 року завдяки проникненню християнства утворено парафію Ренне.
На початок XV століття місто неодноразово зазнавало пограбувань і пожеж, організованих торговцями з Любека — своєрідної столиці Ганзейського союзу.

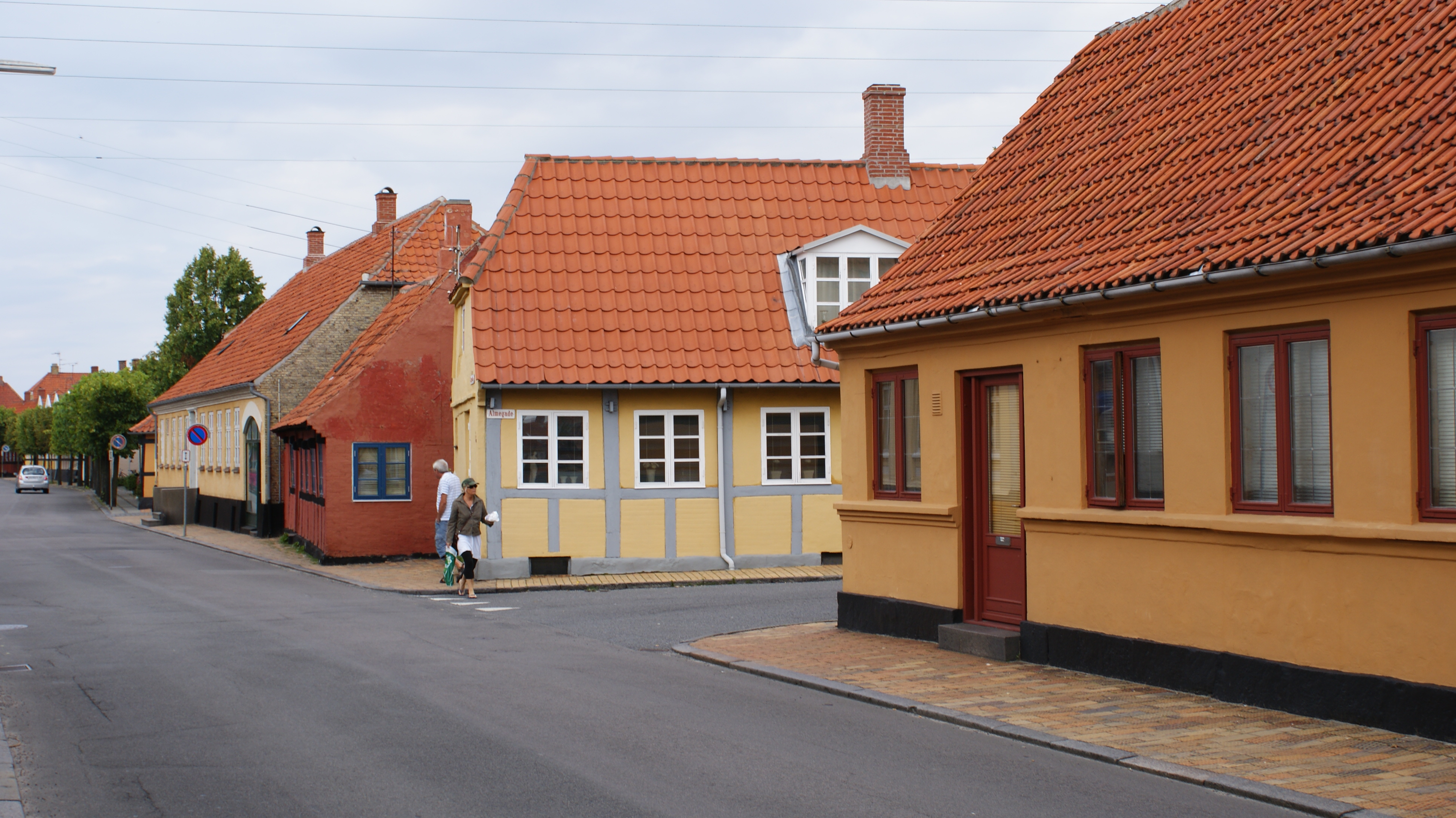
Старі невисокі будиночки в Ренне

1525 року, через відсутність можливості у Данії погасити власні борги, місто перейшло під контроль Ганзи. У Ренне проникли ганзейські купці, які зробили значний внесок у розвиток рибальського промислу. Проте з населення почали стягувати великі податки, які раніше не вводилися. У місті спалахнули невдоволення, внаслідок яких любекці були змушені залишити Ренне. Втім, купцям із північної Німеччини все ж дозволили вести торгівлю в місті. Внаслідок зростання невдоволення політикою Ганзи Ренне 1576 року перейшло під контроль данців, попри зростання стратегічної важливості міста в XVI столітті. Саме тоді рибальство перестало відігравати істотну роль в економіці. У XVII столітті місто двічі (в 1619 і 1655 роках) вразила чума, внаслідок чого для відновлення повноцінного життя городян знадобилися десятки років.
У квітні 1658 року Ренне, за умовами Роскілльського миру, увійшло до складу Швеції. У грудні того ж року населення вигнало шведів, таким чином поклавши край окупації.

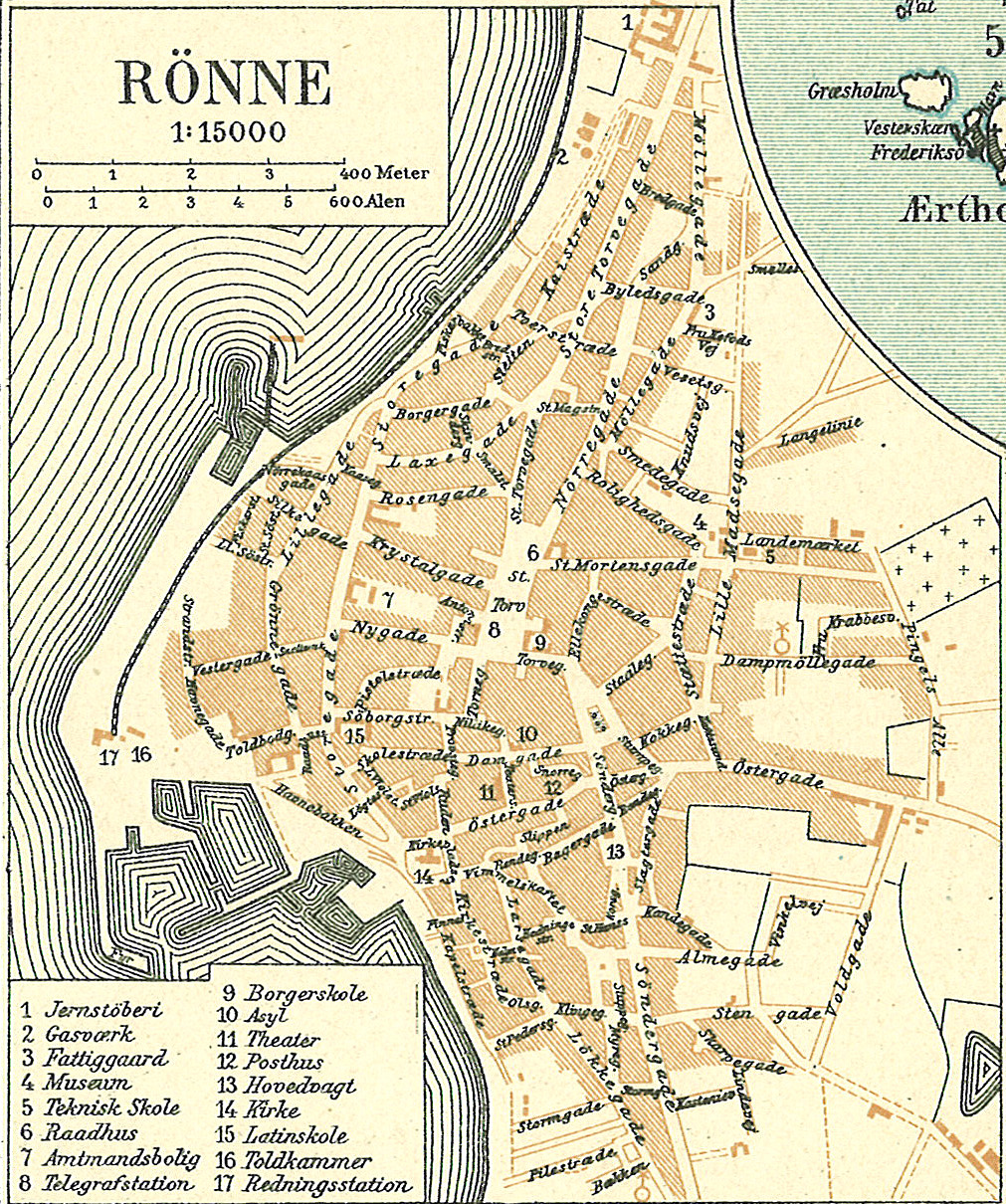
Карта Ренне 1900 року видання

1834 року на головній площі міста зведено будівля ратуші, в якій протягом тривалого часу розташовувалися, крім органів влади, суд і в'язниця.

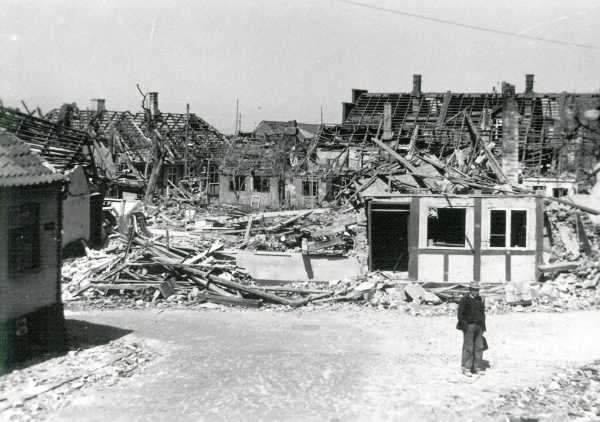
Наслідки бомбардувань міста радянською авіацією

7—8 травня 1945 року після відмови німецького коменданта міста капітулювати, Ренне зазнав бомбардувань радянської авіації, внаслідок чого знищено 212 будинків; попри те, що про бомбардування міста оголосили заздалегідь, загинуло 10 людей. Більшу частину території Данії звільнили вже 4 травня, проте острів Борнгольм перейшов до рук РСЧА лише 9 травня, військовополонених із німецького гарнізону відправлено до Німеччини. Радянський Союз остаточно вивів війська з острова лише 5 квітня 1946 року, після підписання відповідної угоди з урядом Данського королівства.
На відновлення міста після бомбардувань, а саме будівель у належному архітектурному стилі, химерних вулиць та дерев'яно-цегляних споруд, пішло кілька років. На кошти, пожертвувані Швецією, у Ренне звели 300 дерев'яних будинків. Загалом на відновлення міста Данія, зокрема Фарерські острови та Гренландія, витратили 8 млн данських крон.

## Економіка
У період середньовіччя Ренне не мало особливого економічного значення і спеціалізувалося лише на вилові оселедця. До кінця XVI століття рибодобувна промисловість занепала і лише через 300 років набула колишньої ролі в житті міста. Виробництво ж кераміки, яке найуспішніше розвивалося в ті часи, і досі має великий попит у Ренне; так, у місті розташовано 50 магазинів, де продають керамічні вироби. Проте більшість коштів у скарбницю вносять туристи, які щорічно відпочивають на піщаних пляжах міста.

## Старовинні годинники

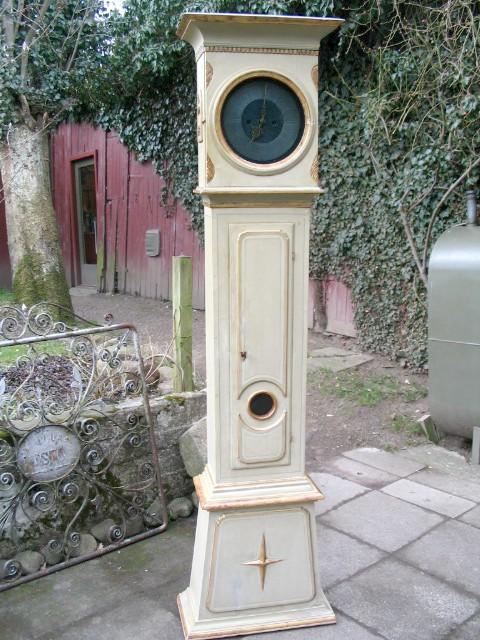
Годинникова шафа, випущена в Ренне

У другій половині XVIII століття — початку XX століття в місті випускалися шафи, що згодом прославили Ренне. Початок їх виробництва покладено після посадки на мілину в районі Ренне 1744 року голландського судна, яке йшло з Англії. На його борту виявили 5 старовинних годинників, яким непередбачена посадка на мілину завдала певних збитків. Помітивши розбіжність у показах годинників, моряки покликали місцевого токаря — Поуля Оттесена Арбое, який умів налагоджувати годинникові механізми. Після вдалого ремонту він вирішив налагодити у місті виробництво годинників.
Незабаром у місті відкрилася низка майстерень, що розпочали випуск годинників, які мали успіх завдяки дешевизні. На початку ХІХ століття в Ренне налічувалося близько 30 годинникових майстрів. До першої половини 40-х років XIX століття щорічне виробництво досягло 2 тис. годинників. Налагодили випуск годинників у дерев'яному та металевому корпусах з різного роду варіаціями. Значної популярності набув невеликий маятниковий годинник. До кінця XIX століття ручне виробництво годинників занепало через налагодження промислового випуску дешевших годинників.

## Пам'ятки

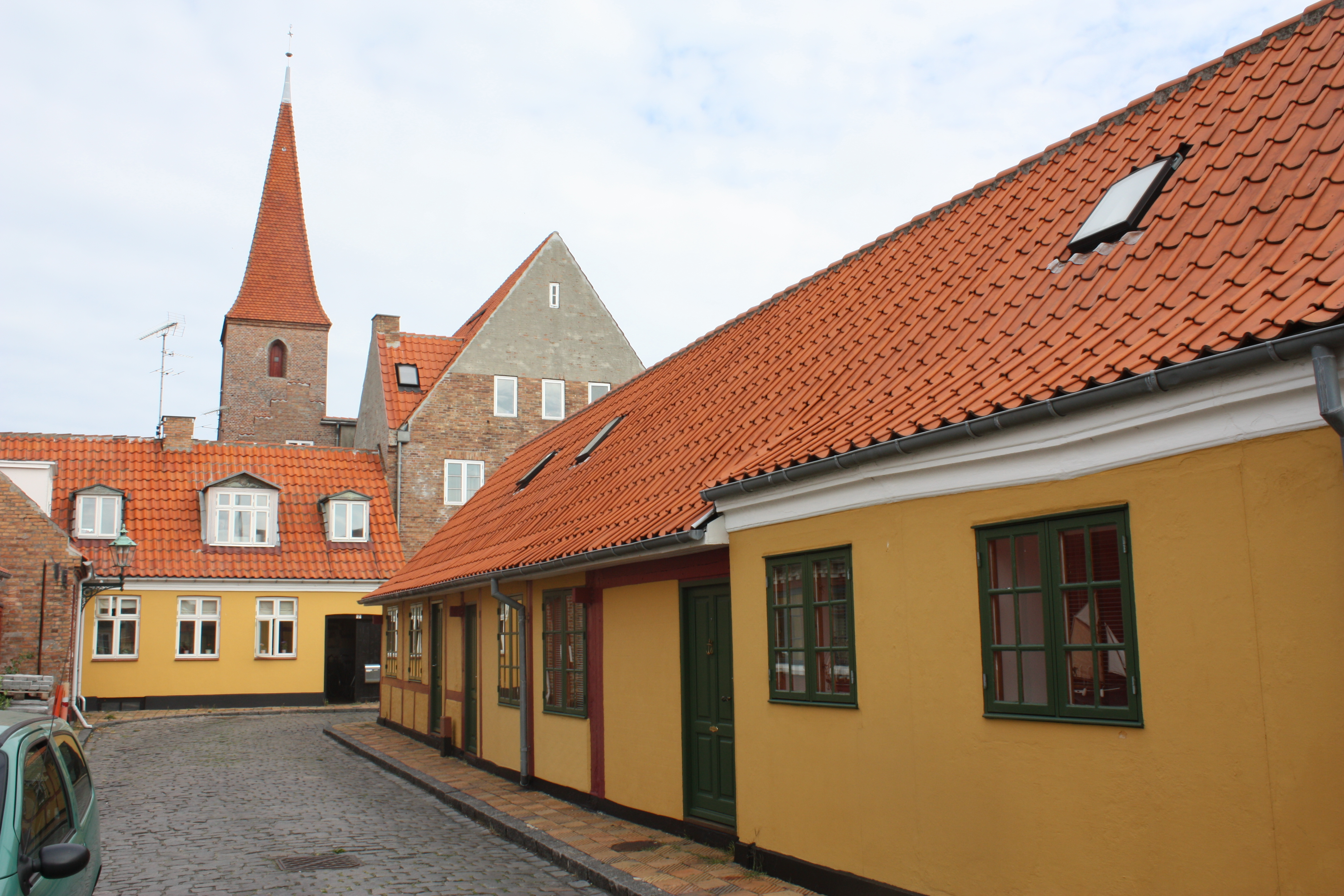
Будинок на передньому плані — типовий представник архітектурного стилю Ренне, а також методистський храм на задньому плані

Особливий інтерес туристів викликають бруковані вулиці та невисокі дерев'яні будиночки. На вулицях Лаксегаде та Сторегаде розташовано багато історичних споруд, зокрема особняки шляхти та торгові будинки купців. До числа найвідоміших пам'яток Ренне входять музеї острова Борнгольм, оборони Ренне, кірха Святого Миколая, школа верхової їзди Смедегорс, розміщена в південній частині міста, і будівля маяка, зведеного 1880 року.

### Музей Борнгольму
Музей Борнгольму присвячений Ренне та самому острову і містить експозиції з історії від часів палеоліту до наших днів, зокрема й щодо становища в період німецької окупації. У залах музею виставлено пам'ятки матеріальної культури скандинавської бронзової та залізної доби. Протягом певного періоду мав у своєму розпорядженні ідол бога Мйольніра, згодом придбаний національним музеєм Данії і використовуваний як його логотип. Також у розпорядженні музею є римські монети, керамічні вироби та картини.

### Кірха Святого Миколая

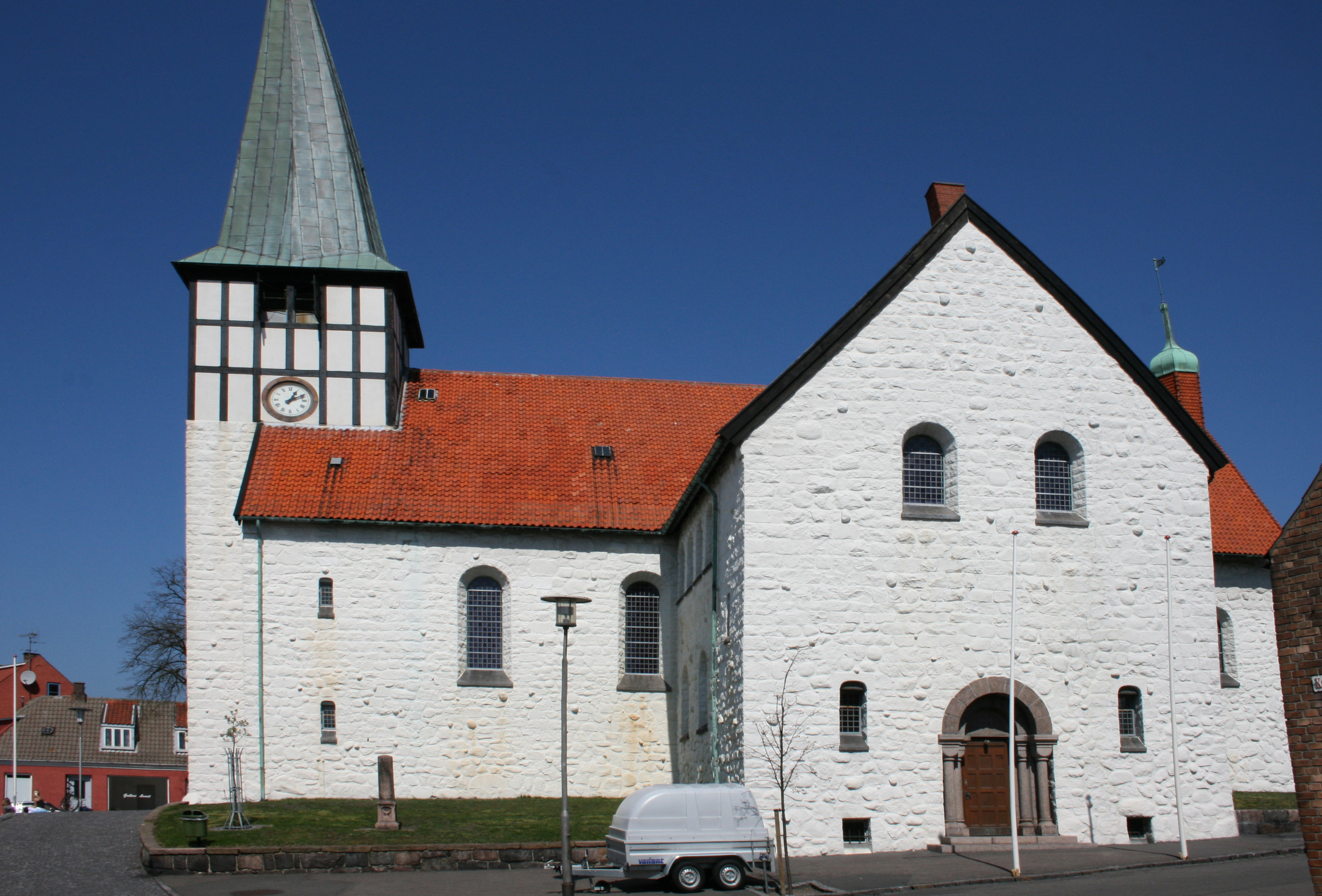
Кірха Святого Миколая

Кірха Святого Миколая, до якої свого часу прибудували характерну дзвіницю, безпосередньо підпорядкована єпархії Копенгагена. 1918 року площу кірхи, зведеної ще 1275 року, розширили, а будівлю повністю реконструювали.

### Музей оборони Ренне
Музей оборони Ренне розташований у круглій вежі, товщина стін якої становить 3,5 м, яку називають також цитаделлю. Зведена 1744 року для захисту міста в разі нападу, вона практично не використовувалася за призначенням. У фондах музею є гармати, клинки, бомби і зразки уніформи.

### Головна площа
На Головній площі свого часу проводили паради. Також там міститься низка пам'яток: публічна бібліотека, Нордеабанк, купецькі склади та особняки шляхти, серед яких Еріксензгод («Будинок Еріксенза», 1806; нині в складі музею Борнгольма), Коммандантгоен («Будинок коменданта», 1846; нині на його території міститься музей кераміки) і Амтмансгоен («Будинок губернатора» на вулиці Storegade, 36). Купецький склад Толдбоден (1624) входив до числа найстаріших дерев'яно-цегляних будівель міста.
У будівлі Торхуса, розташованій неподалік площі і зведеній 1834 року, свого часу засідали представники влади, містилися суд і в'язниця. Приміщення міського театру (1823) є найстарішою спорудою подібного типу в Данії, що використовується за призначенням. На будівництво 1744 року Говедвагтена (Søndergade 12) — данської гауптвахти — пішло багато цегли з колишньої фортеці Хаммерсхус, що містилася в північній частині острова Борнгольм. Нині він є найстарішою цегляною спорудою Ренне. Також у місті розташована методистська церква з характерною дзвіницею, зведена в 1917—1918 роках і освячена 6 січня 1918 року. Ще одна пам'ятка — баптистський храм у центрі Ренне, побудований 1888 року.
Недалеко від храму, на березі Балтійського моря, стоїть невеликий білий восьмигранний маяк, споруджений 1880 року, але 1989 року його використання за прямим призначенням припинено.

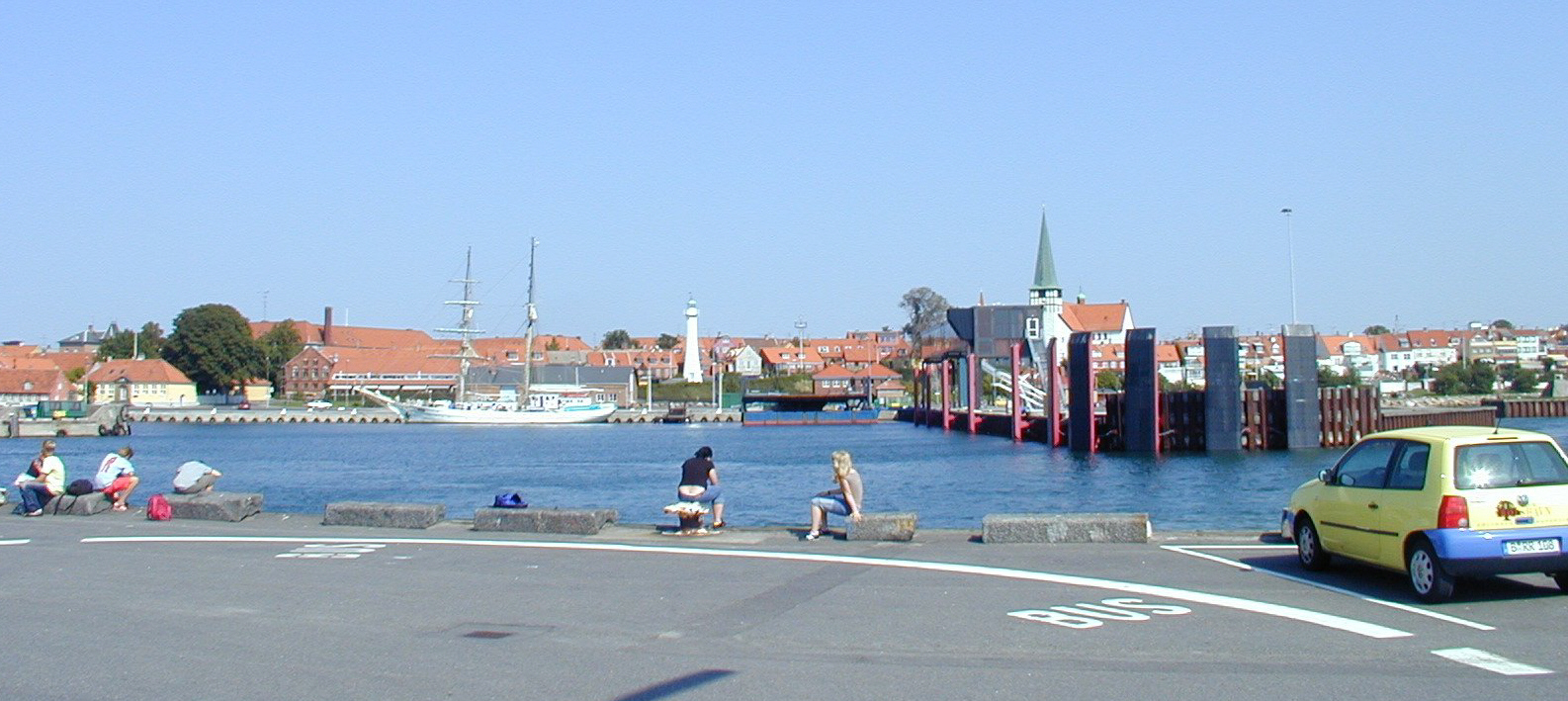
Краєвид міської гавані

## Транспорт

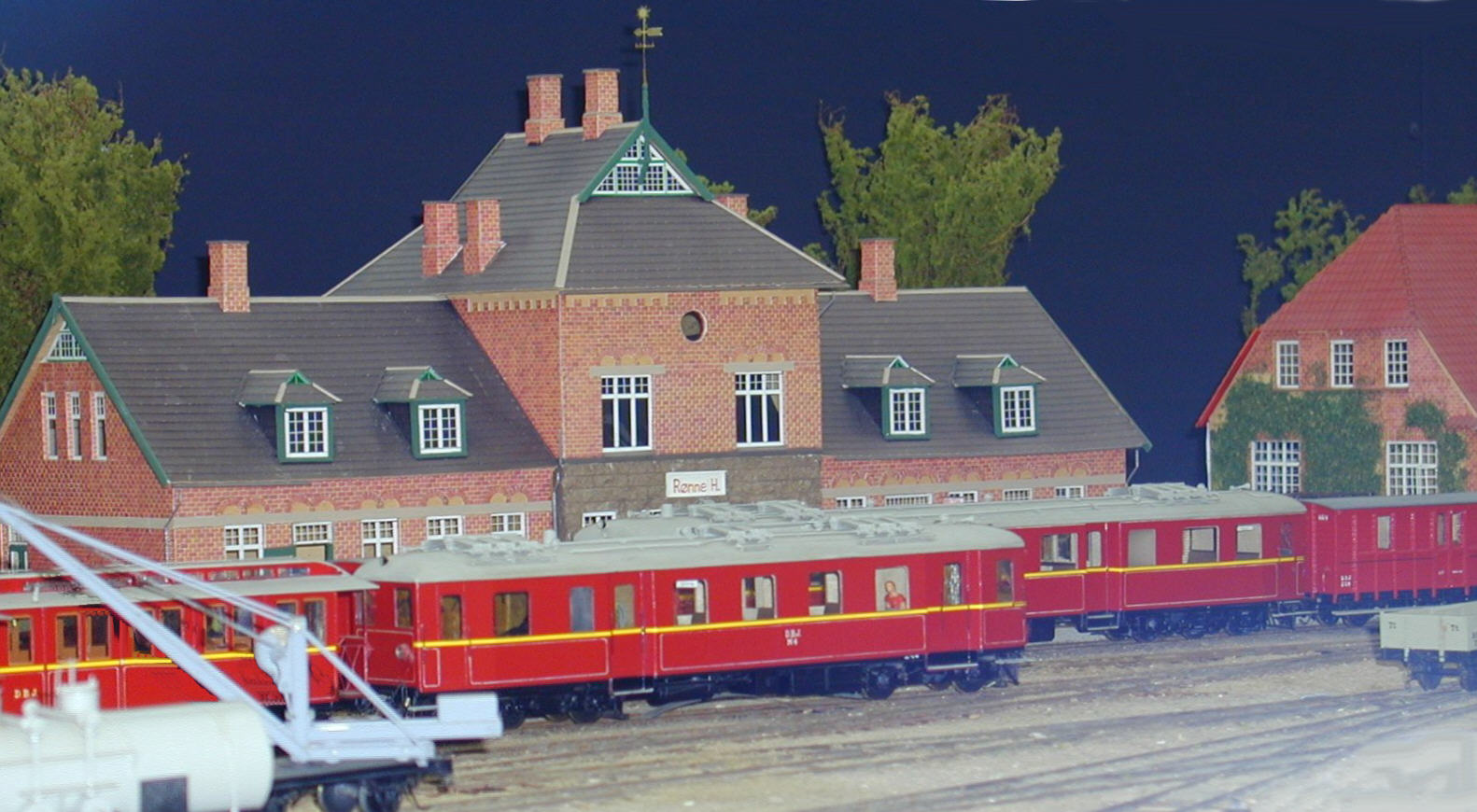
Модель міського вокзалу в музеї острова Борнгольм

Транспортне сполучення Ренне з материковою частиною Данії здійснюється за допомогою поромної переправи. Так, транспортна компанія BornholmerFærgen здійснює поромні перевезення в Кеге, Істад (Швеція), Зассніц (Німеччина), а Polferries — у Свіноуйсьце.
Також в Істад, пов'язаний залізницею з Копенгагеном, з Ренне ходить швидкісний катамаран.
З аеропорту Борнгольм, розташованого за межами міста, у всі пори року здійснюються рейси до столиці Данії, проте влітку число можливих рейсів збільшується.

## Клімат
Ренне лежить у зоні помірного морського клімату з повною відсутністю перепаду температур, що сприяє вирощуванню на значній відстані від основного середовища місцевого сорту інжиру «Борнгольмський діамант» (дан. Bornholms Diamant).
| Клімат Ренне | Клімат Ренне | Клімат Ренне | Клімат Ренне | Клімат Ренне | Клімат Ренне | Клімат Ренне | Клімат Ренне | Клімат Ренне | Клімат Ренне | Клімат Ренне | Клімат Ренне | Клімат Ренне | Клімат Ренне |
| Показник | Січ.         | Лют.         | Бер.         | Квіт.        | Трав.        | Черв.        | Лип.         | Серп.        | Вер.         | Жовт.        | Лист.        | Груд.        | Рік          |
| Середній максимум, °C | 2            | 1,9          | 4            | 8            | 13,5         | 17,8         | 19,5         | 19,8         | 16,2         | 12           | 7,4          | 3,9          | 10,49        |
| Середня температура, °C | 0,3          | 0            | 1,8          | 5            | 9,9          | 14,3         | 16,3         | 16,6         | 13,5         | 9,7          | 5,4          | 2,0          | 7,9          |
| Середній мінімум, °C | −1,3         | −1,8         | −0,3         | 2,1          | 6,4          | 10,9         | 13,2         | 13,4         | 10,8         | 7,4          | 3,5          | 0,2          | 5,38         |
| Норма опадів, мм | 43           | 28           | 31           | 32           | 39           | 46           | 56           | 49           | 61           | 49           | 53           | 46           | 533          |
| --- | ------------ | ------------ | ------------ | ------------ | ------------ | ------------ | ------------ | ------------ | ------------ | ------------ | ------------ | ------------ | ------------ |
| Джерело: Klimanormaler. DMI(дан.) Climate: Rønne — Climate graph, Temperature graph — Climate table. Climate-Data.org(дан.) |              |              |              |              |              |              |              |              |              |              |              |              |              |

## Міста-побратими
- Курессааре[17] (Естонія; 3 октября 1991)
- Хейангер[18] (Норвегія)
- Нойштадт[19] (Німеччина; 1 серпня 1992)